# Alistair Roy
Alistair Roy (Airdrie, 26 mei 1997) is een Schots voetballer die als aanvaller uitkomt voor Heart of Midlothian FC.

## Carrière
Roy debuteerde op 20 augustus 2014 voor Hearts FC in de uitwedstrijd in de Scottish League Challenge Cup tegen Livingston FC. De wedstrijd werd met 4-1 verloren. Zijn competitiedebuut was 3 dagen later, op 23 augustus 2014 tegen Raith Rovers FC.